# タトラKT4 (ポツダム市電)
この項目では、チェコスロバキア（現：チェコ）のČKDタトラが開発した路面電車車両のタトラKT4のうち、ドイツのポツダム市電で使用されている車両について解説する。ポツダム市電は世界で初めてタトラKT4が営業運転に導入された路線であり、2021年現在も近代化工事が施工された一部車両が営業運転に使用されている。

## 試作車
タトラKT4は、車両限界や曲線半径が狭い東ドイツを始めとした各都市へ向けてČKDタトラが開発した小型の2車体連接車である。開発は1960年代後半から行われ、既存の車両を改造した試験用車両を用いた実験などを経て1973年に2両の試作車が完成した。
PCCカーの技術を用いた台車や制御装置などは量産車に引き続き採用された一方、インダストリアルデザイナーのフランティシェク・カルダウスが手掛けた側面にコルゲート加工が施された車体デザイン、運転台の設計など、量産車で変更された要素も複数存在した。製造当初これらの試作車は「8001」「8002」の車両番号が付けられていたが、ポツダム市電での導入にあたり「001」「002」への改番が実施された。
プラハ市電（プラハ）を始めとしたチェコスロバキアでの試運転を終えた後、2両の試作車はベルリン市電（ベルリン）での試運転が予定されていたが実現せず、代わりにポツダム市電の路線を用いる事となり、1974年にポツダムへ輸送された後、翌1975年1月から試運転が開始された。歯車比の変更や集電装置の交換、2両編成による連結運転に加え、実際に乗客を乗せた状態での走行試験も行われ、それらが完了した10月からはポツダム市電の定期列車での使用が開始された。ただし当初は単独での運用であり、連結運転が始まったのは1982年からとなった。
だが、試作車という事もあり予備部品の調達に難が生じ、1983年には前照灯を量産車と同一の丸形へ交換する改造が実施されたものの、ベルリン市電から量産車の譲渡が実施された結果、1989年をもって営業運転を終了した。その後002は部品取り用として車庫に留置され1991年に解体された一方、001はそれ以降も長期に渡り放置状態に置かれたが、1998年以降ベルリン歴史交通保存協会による大規模な修復工事が実施され、2001年のポツダム市電の新規車庫の完成披露式典に合わせて公開が実施された。以降はポツダム市電の動態保存車両の1つとしてイベントや団体輸送などに使用されている。

## 量産車
試作車の試験実績を経て開発された量産車のうち、ポツダム市電向けの車両は1978年から運行を開始し、1983年までに43両が導入された。更に1989年から1990年にかけてはベルリン市電で余剰となった80両の大量譲受が実施され、ポツダム市電に残存していたゴータ車両製造製の車両（ゴータカー）を置き換えた。

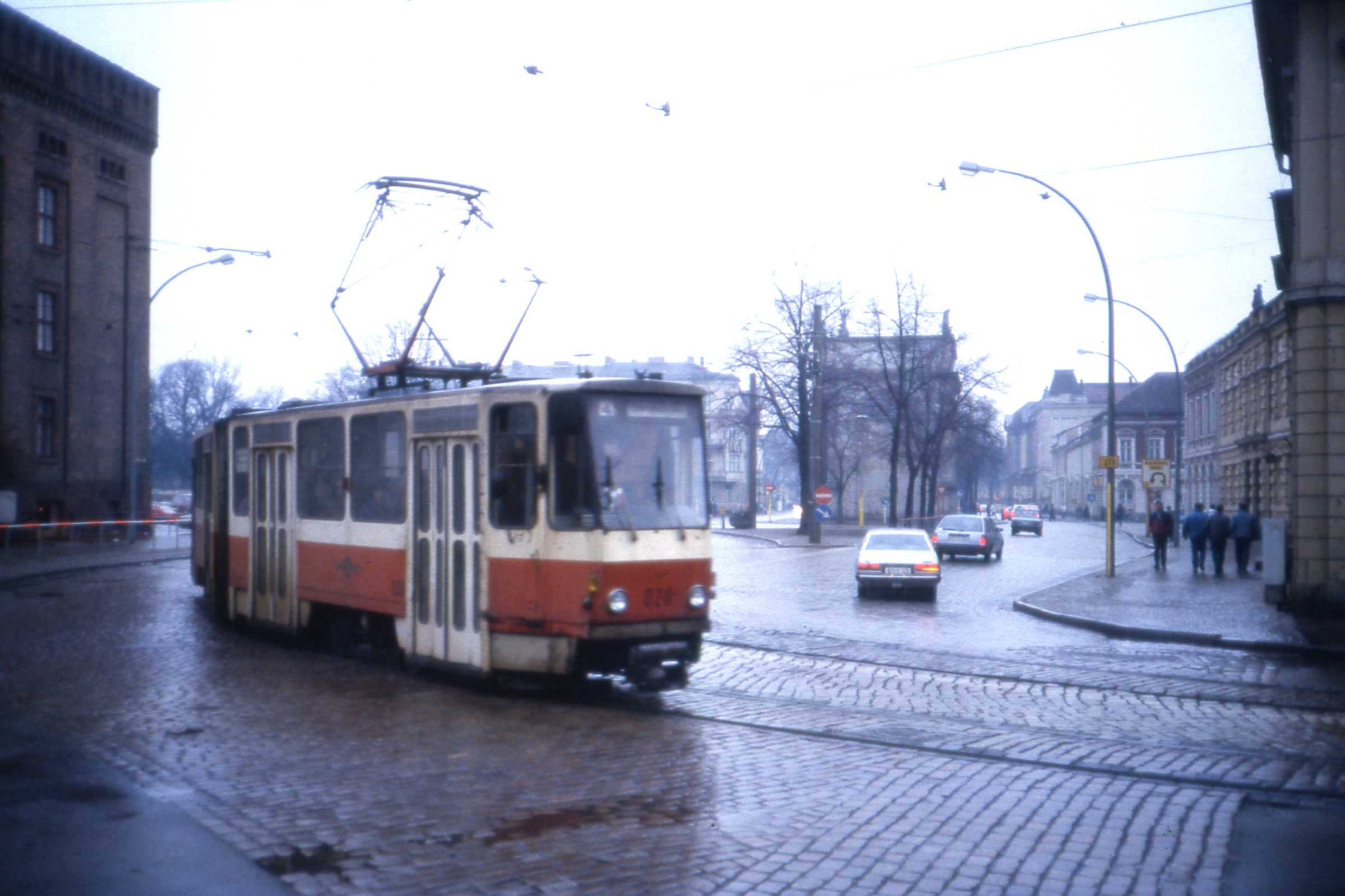
東ドイツ時代の車両（1990年撮影）
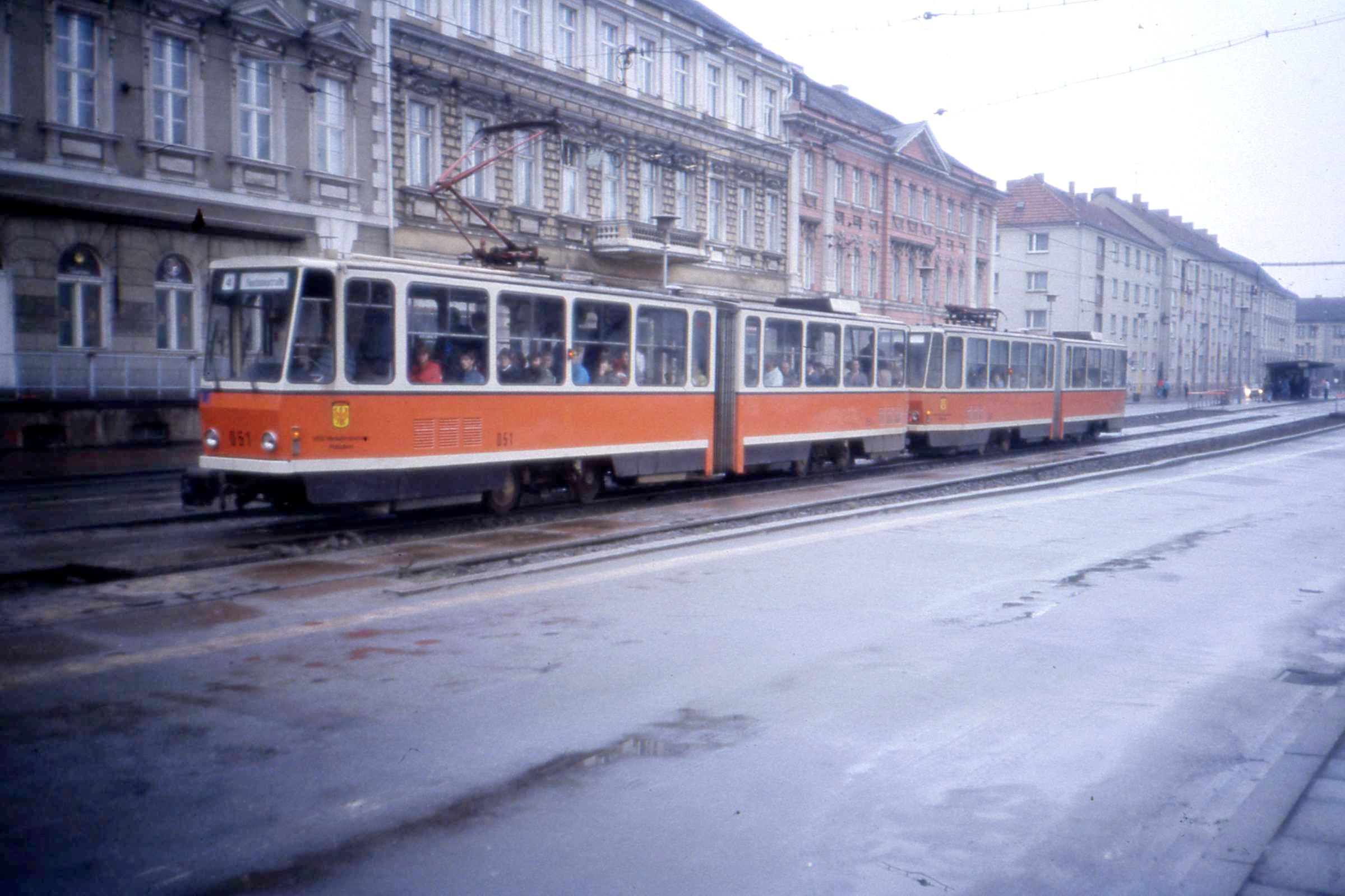
ベルリン市電からの譲渡車（1990年撮影）

ドイツ再統一以降も引き続きタトラKT4Dはポツダム市電の主力車両として在籍し、1990年以降は2021年現在まで続く緑色と白色を基調とした塗装への変更が実施された他、1992年から1995年にかけては乗降扉や座席の交換、集電装置の変更を始めとした近代化工事が実施された（KT4DM）。しかし、1998年以降は超低床電車（コンビーノ、バリオバーン）への置き換えが進み、後述の通り海外への譲渡も実施された。2021年現在在籍するのは12両で、利用客の増加を受け2016年から2017年にかけて延命を兼ねた再度の更新工事を受けた車両（KT4DC）である。ただしこれらの車両についても2020年代中に超低床電車への代替により廃車される事になっている。

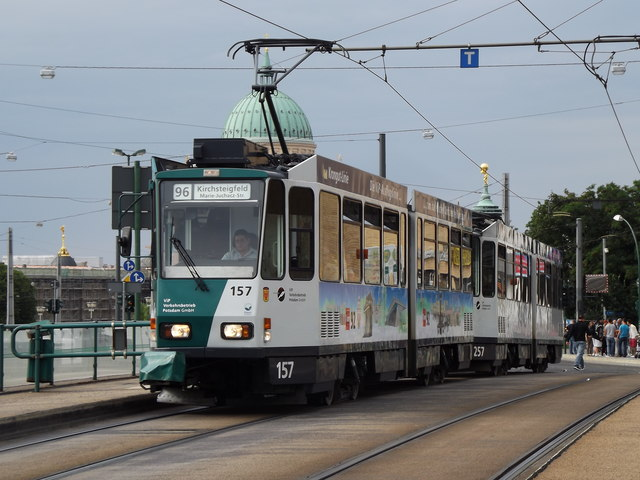
近代化工事が行われたKT4Dm（2012年撮影）
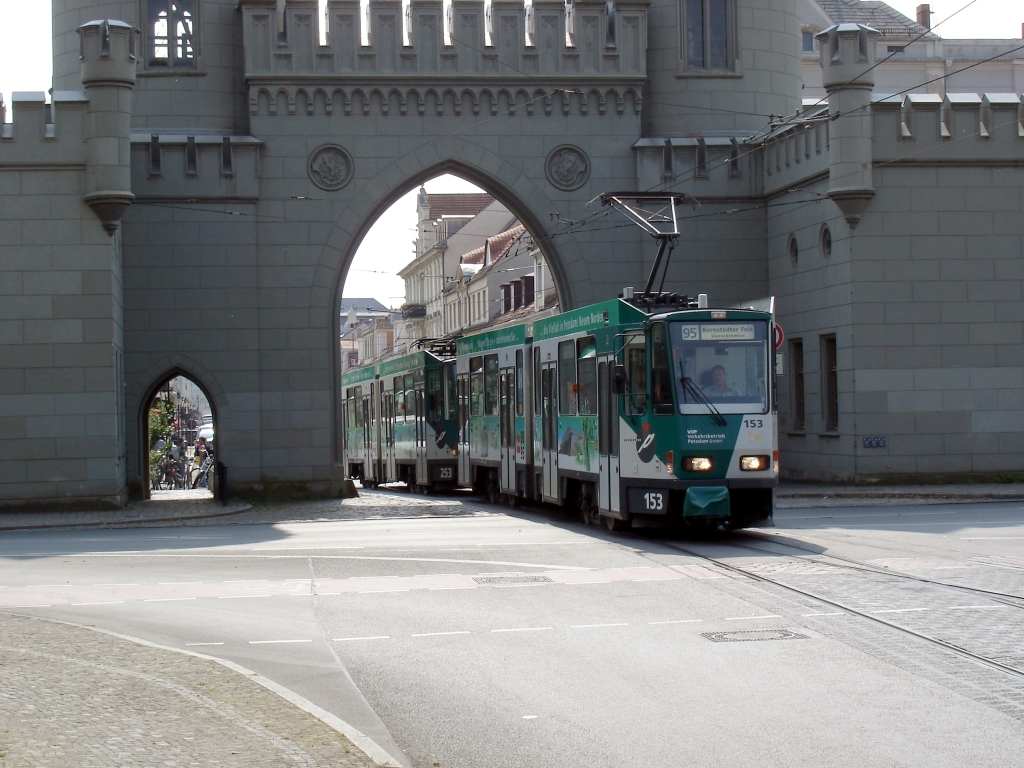
ノイエナー門（英語版）を潜るKT4Dm（2005年撮影）
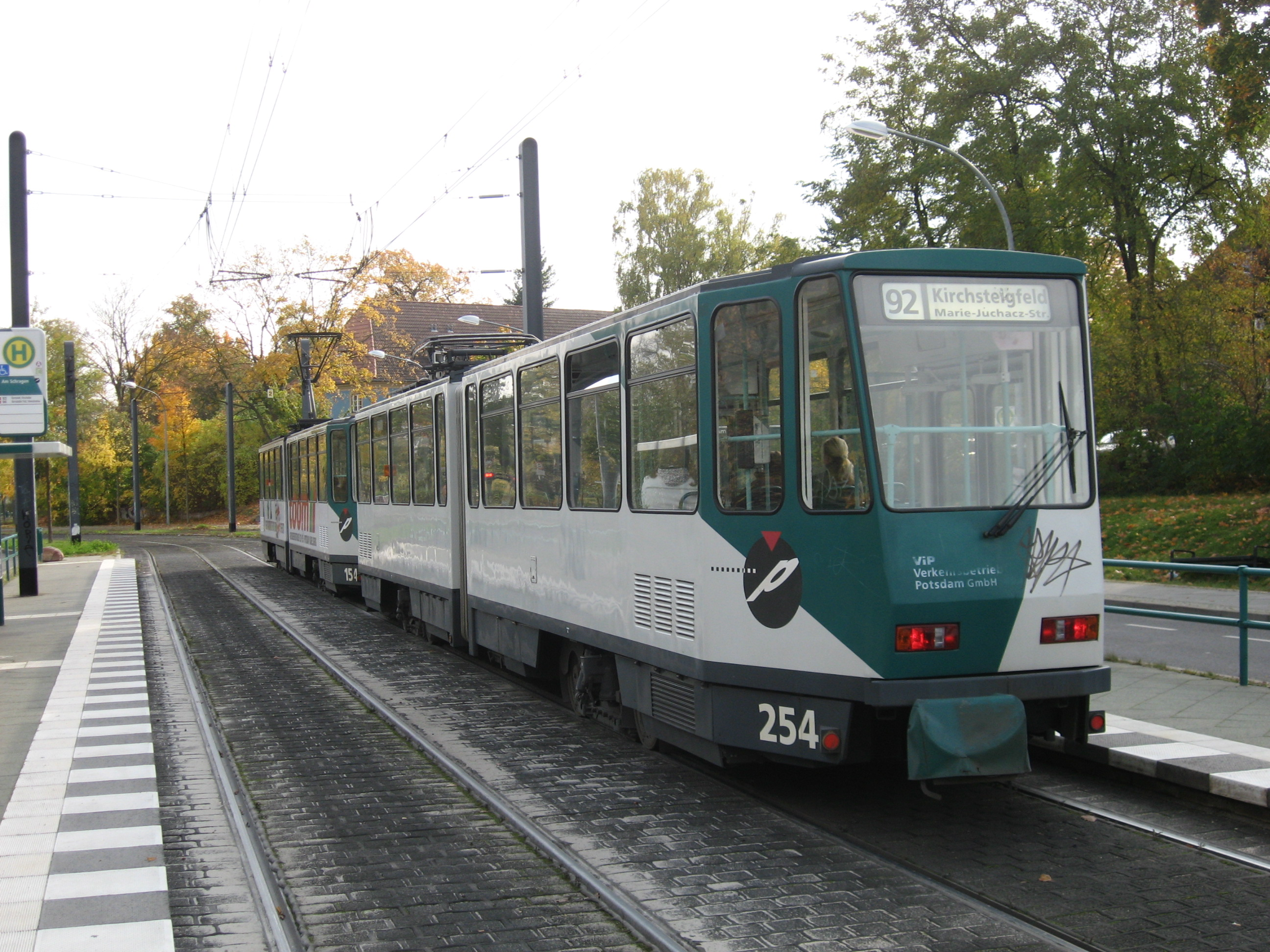
KT4Dmの後方（2008年撮影）
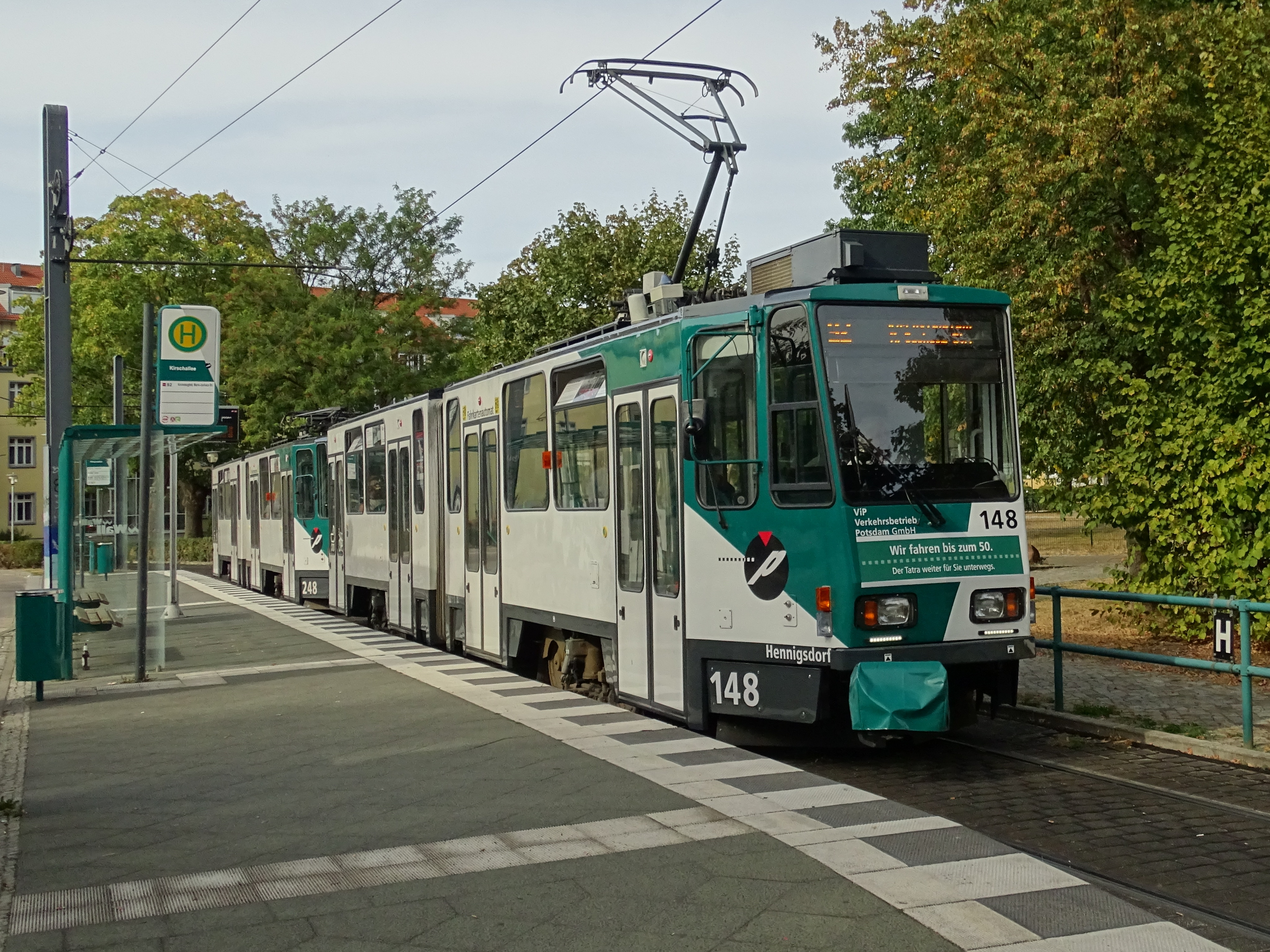
再度の近代化工事を受けたKT4DC（2018年撮影）

## 譲渡
ポツダム市電から引退したタトラKT4Dのうち、多くの車両はドイツ国外の各都市の路面電車への譲渡が行われている。
- ルーマニア：プロイエシュティ（プロイエシュティ市電）
- ルーマニア：クルジュ＝ナポカ（クルジュ＝ナポカ市電）
- カザフスタン：テミルタウ（テミルタウ市電）
- ハンガリー：セゲド（セゲド市電）

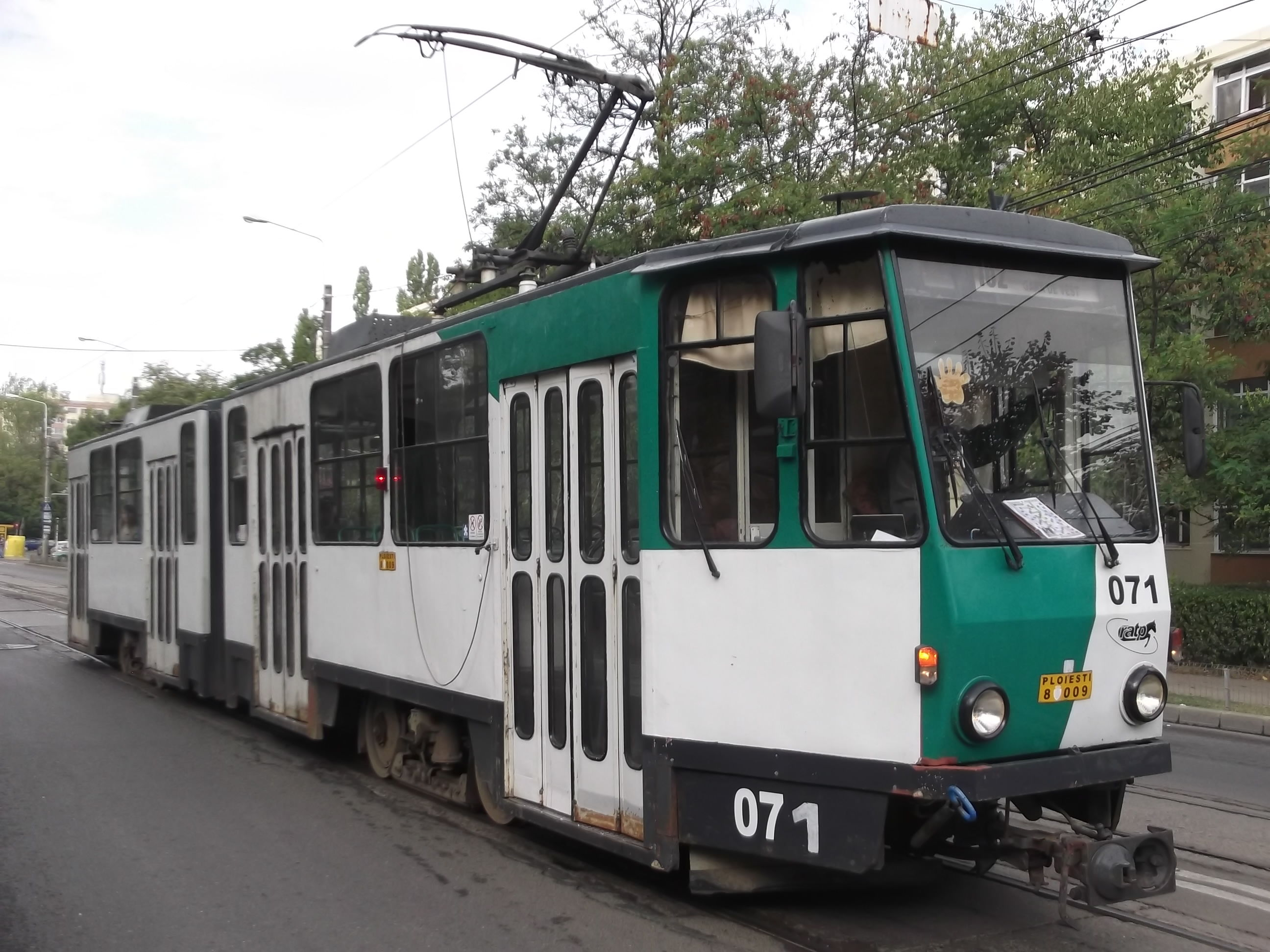
ルーマニア：プロイエシュティ （2012年撮影）
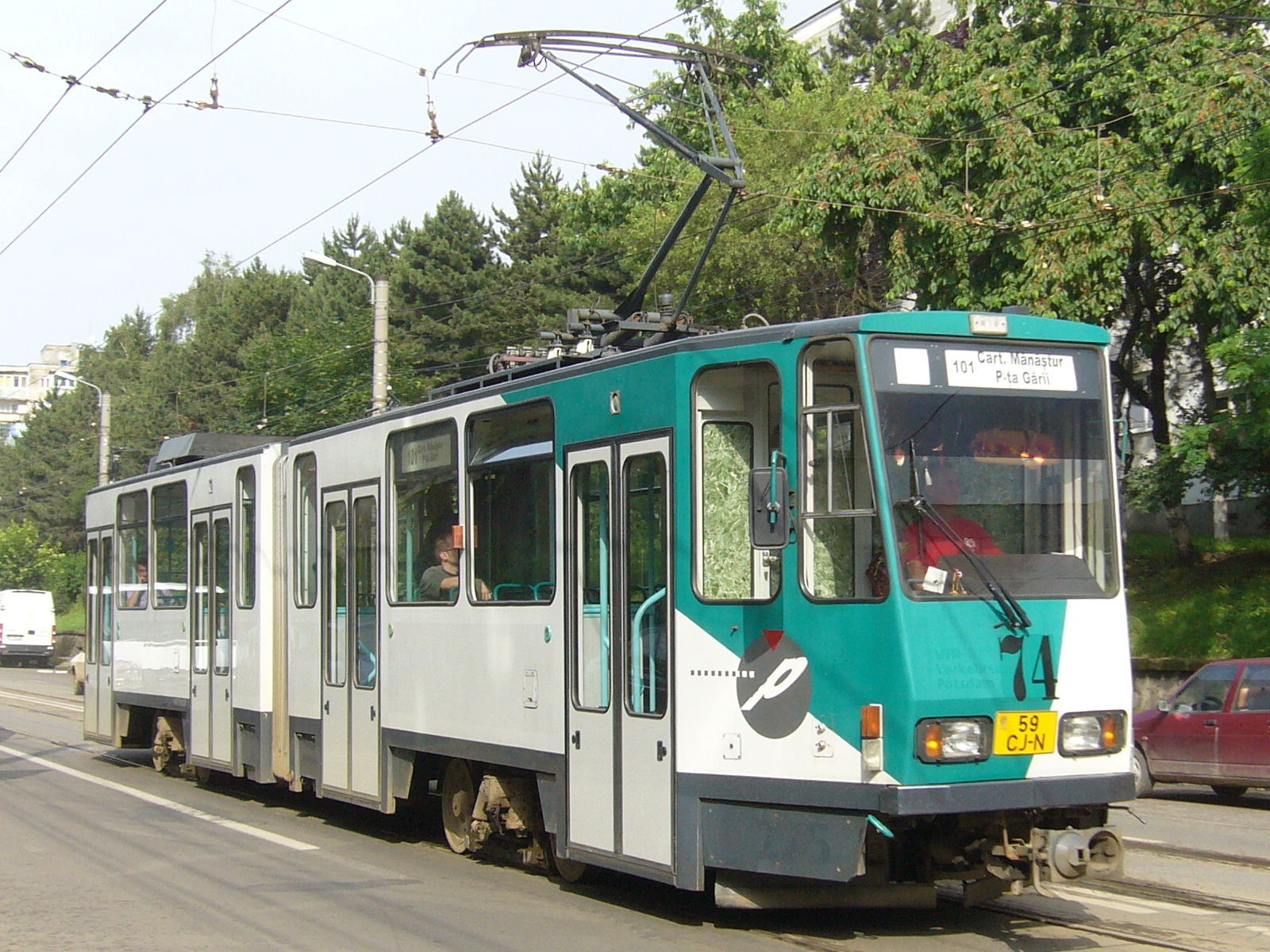
ルーマニア：クルジュ＝ナポカ （2010年撮影）
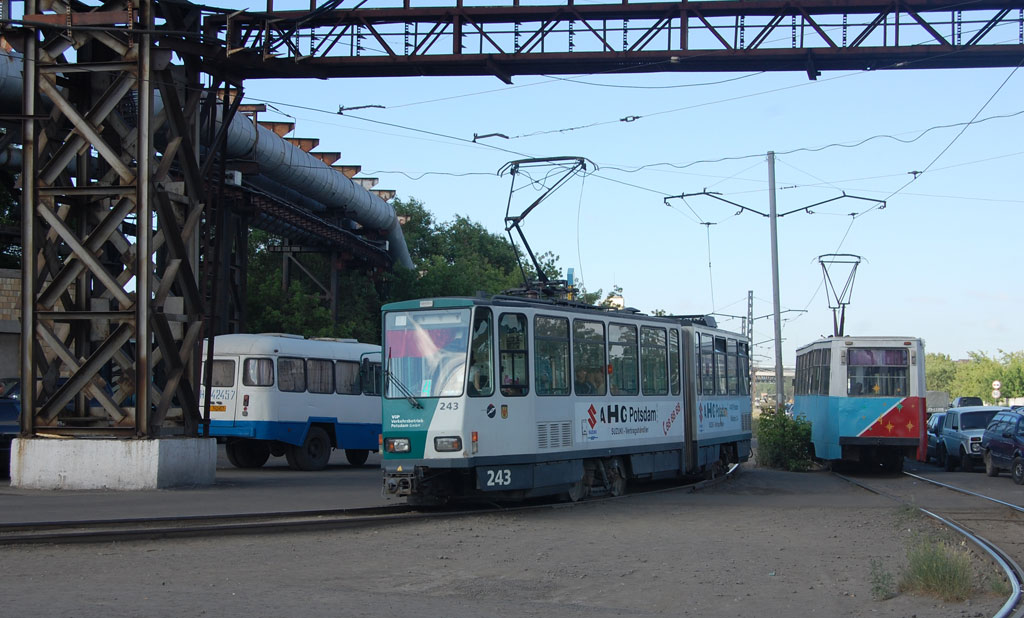
カザフスタン：テミルタウ （2013年撮影）
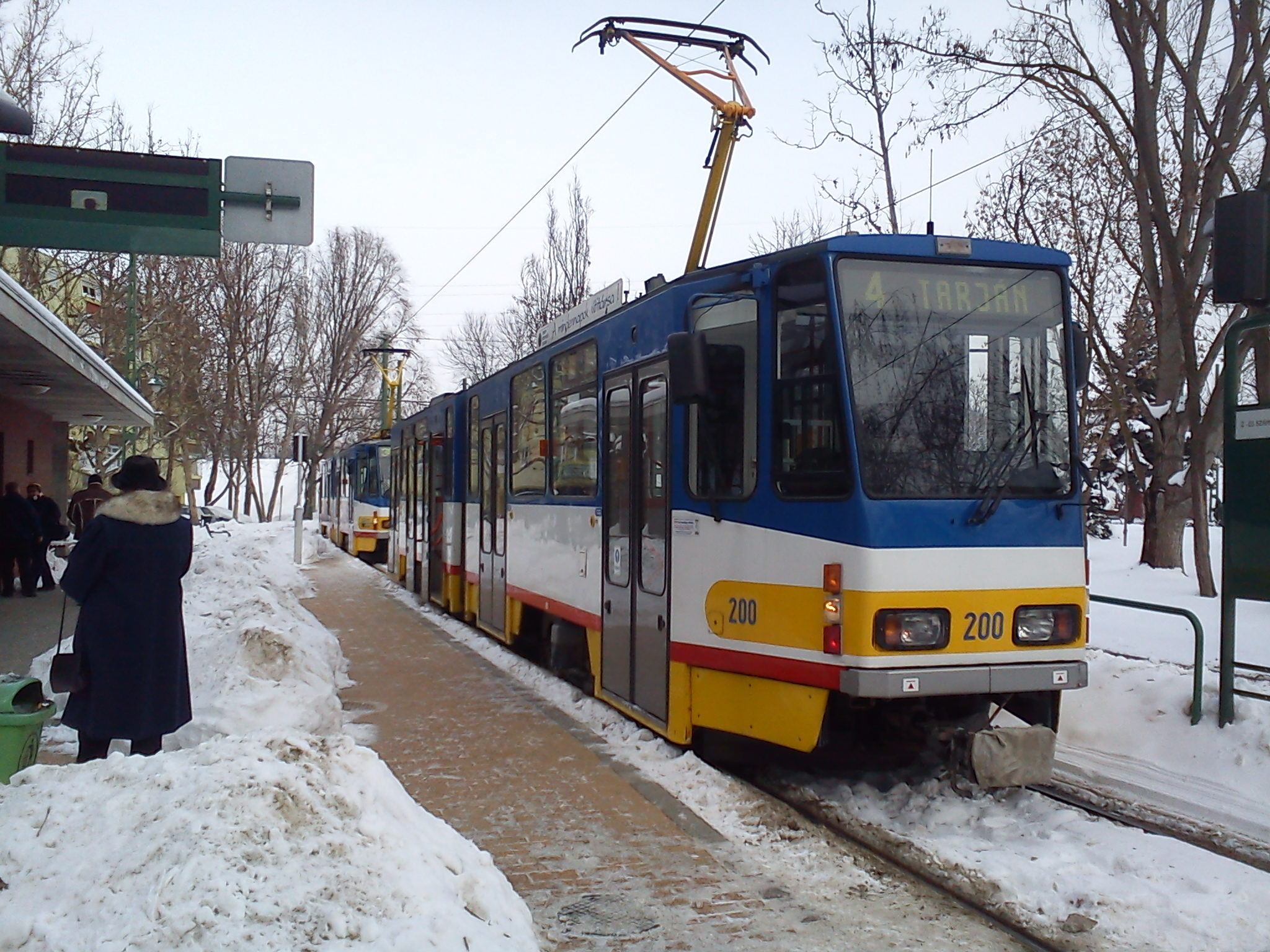
ハンガリー：セゲド （2012年撮影）